# Nazionale maschile di rugby a 15 dell'Iran
La nazionale di rugby XV dell'Iran (in persiano: تیم ملی راگبی یونیون ایران) rappresenta l'Iran nel rugby a 15 in ambito internazionale, dove è inclusa fra le formazioni di terzo livello. In patria e all'estero è nota anche come Team Melli.

## Rosa giocatori
- Bahram Hamedi
- Nima Asghari
- Mohammad Khalili
- Yousef Jalali
- Shahab Baladi
- Meysam Khadem
- Iraj Rostami
- Ahmed Etehadpoor
- Jalal Jahanbakhsh
- Amin Hosseinzadeh
- Majid Fallahi
- Behzad Hedayati
- Rasoul Tila
- Sajad Yazdi
- Ramin Najafi
- Majid Rajabi
- Hossein Noorzadeh
- Reza Daghaghleh
- Pedram Baniamerian
- Hamid Taghavinejad
- Amin Iraj
- Mahiar Asghari
- Morteza Rasouli
- Reza Kazemi

## Allenatori
- Emil Vartazarian (2007)
- Robert Yule (2008-presente)